# 名偵探學院
《名偵探學院》（全稱《明星大偵探之名偵探學院》）是中國大陸湖南廣播電視台旗下網絡平台芒果TV的益智競技類綜藝節目。第一季定位為《明星大偵探》第五季的衍生節目，主持為邵明明，每期會邀請六名學霸和高手成為名偵探學院的學員，通過遊戲比拼的方式，以取得勝利，每期獲勝的學員將以偵探助理或其他身份參與《明星大偵探》第五季正片的錄製。，於2019年11月3日首播。第二季則改為《明星大偵探》兄弟篇，整季上半季為實景推理的「劇本殺」，下半季為新類型節目「合宿生活」，於2020年4月9日首播，會員搶先看一周，Youtube隔周下午六時播出。第三季則將進行四次兩天一夜的學院生活，當期獲勝者將獲得金條，並成為《明星大偵探》第六季的前線偵探，於2020年11月5日首播，會員搶先看一周，Youtube隔周中午十二時播出。
第四季開啟全新鄉村尋寶推理模式，學長們將入住神秘村落，通過推理尋找神秘寶藏的線索，最終贏得神秘寶藏五根金條，於2021年4月15日首播，會員搶先看一周。第五季繼續尋寶推理模式，學長們入住神秘村莊，尋找隱藏的寶藏和其背後的故事，於2021年11月25日首播，會員搶先看一周，本季新增超前營業的名學以及會員Plus版。第六季開啟全新陣營競賽推理模式，學長們將深入五個故事，通過劇本演繹、推理、找到盟友並爭取勝利，最終贏得六個學院徽章，於2022年12月12日首播。

## 節目格式

### 第一季
《名偵探學院》第一季以遊戲比拼的方式來獲勝，每期的六名學員將分組，來進行遊戲，獲勝的學員將以偵探助理或其他身份參與《明星大偵探》正片的錄製。節目中將有一類似飛行棋的棋盤，但僅為環狀，棋盤中帶有普通格及標誌格，標誌格每期皆會更換。節目分為兩環節，規則如下：
第一環節
第一環節為團隊戰，六位學員分為長短二隊，兩隊從棋盤起點出發，並依次投擲骰子決定前進步數。若前進至標誌格，則會觸發挑戰，挑戰勝利即可留在此格；否則退回擲骰子前的位置。棋盤上的第21格為賽點，停留或經過都會觸發挑戰，若賽點挑戰失敗，則退回擲骰子前位置；若賽點挑戰成功，則該隊隊員晉級，而另一隊隊員則被淘汰。
第二環節
第二環節為個人戰，在賽點過後，晉級隊伍將變為個人戰。玩家繼續通過投擲骰子前進，終點為標誌挑戰格，觸發標誌格挑戰規則同第一環節。如步數超越終點，則需按飛行棋規則倒退。率先準確停留在終點並贏得挑戰的玩家成為當期第一名。

### 第二季
《名偵探學院》第二季分為上下兩半季，上半季與其兄弟節目《明星大偵探》一樣為實景懸疑推理的「劇本殺」，下半季為全新類型的「合宿」。
上半季
上半季劇本殺有四個主題故事，每期共有四或五名學員可參與遊玩，並可能有其他嘉賓加入。在第二季先导片中，七名學員透過擲骰子的方式比賽，數字最大的四或五位為當期玩家；最小的為當期NPC；其餘的則不能參與遊玩，若出現平局則進行遊戲比拼，勝出者當選。
每期共五位玩家，在每期設置的遊戲劇情中，一人扮演偵探，五人扮演嫌疑人的角色。嫌疑人中有一人為真正的兇手，只有兇手可以說謊。玩家以投票方式指出兇手，偵探擁有兩次投票權，嫌疑人各一次投票權。只有成功檢舉兇手，玩家才能獲勝。遊戲設置偵探酬金：玩家在抽取角色卡時先行個別保管一根金條。玩家獲勝，則偵探獲得投對次數同等數量金條，投對的玩家各獲得一根金條，投錯的玩家及兇手須歸還金條；兇手成功隱藏身份，則獲得全部五根金條。
劇本殺分為以下環節：
- 不在場證明闡述。
- 第一輪現場搜證：五名玩家共同搜證，每人前往不同地方或房間分別搜查取證。
- 第一次集中推理：根據搜集到的線索進行推理。
- 偵探投票：偵探擁有兩次投票權，偵探隔着門進行非公開投票。
- 第二輪現場搜證：五名玩家集體進入現場搜證。
- 偵探一對一審問：偵探擁有單獨提審嫌疑人的權利，偵探可透過提問讓嫌疑人交代事件，限時三分鐘。
- 第二次集中推理：第二輪搜證後，玩家們總結推理思路。
- 單獨投票：玩家逐一進行最後的非公開投票。
- 公佈投票結果：得票最多的玩家被關入鐵籠。
  - 遇到平票時由偵探決定最終結果。
- 真相公開：公佈真正的兇手，獲勝者領取酬金。若檢舉成功，投票正確的玩家保留抽角色卡時領取的金條，若偵探兩次投票均正確則額外獲得一根金條；若檢舉失敗，兇手獲得全部五根金條。

下半季
下半季合宿於《朋友請聽好》的拍攝地點進行，是位於湖南長沙的一個臨湖別墅。節目學員會與一隻名為Timo的狗在別墅生活，學員需透過節目所提供的物品及自身物品解決日常生活所需，節目中提供一輛汽車，但每日僅限3人出行一次。
合宿過程中會不時進行「南波萬遊戲」，遊戲獲勝者可分配至卧室一（大房），並成為宿舍長；最後一名入住卧室三（花房）；其余人則入住卧室二（合宿房）。成為宿舍長的學員，即可安排其他人的日程。

### 第三季
《名偵探學院》第三季將進行四次兩天一夜的學院生活，以遊戲比拼的方式來獲勝，當期獲勝者將獲得一根金條，並成為《明星大偵探》第六季《名偵探俱樂部》的前線偵探。節目分為兩環節，第一環節規則與第一季相同（詳見第一季第一環節），但棋盤有所改變，為蛇狀棋盤而非環狀，棋盤中帶有普通格及標誌格，標誌格每期皆會更換。第二環節則進行個人戰遊戲。

### 第四季
《名偵探學院》第四季將進行尋寶遊戲，學員們要在光明村中尋找神祕寶藏，即一張可以兌換五根金條的兌換券，誰找到就歸誰所有，學員們需利用初始道具以及僅供拍照的手機在村莊裡尋找線索。每樣初始道具得到的線索均會指向同一個寶藏藏匿點，尋寶時間為從獲得初始道具開始至次日早上八點，期間進行許多團隊戰和個人戰遊戲，獲勝方和獲勝者可以複製任意學員的初始道具。次日早上十點會進行不公開投票，投出可能尋獲寶藏的學員，若有三個及以上的學員都投對，尋獲寶藏的學員將不能拿走寶藏，寶藏會累計至下一次，變成可以兌換十根金條的兌換券；若有平票出現，則由其他人現場商議最終檢舉人選。另外，若無人找到寶藏，寶藏將會清空，不會累計至下一輪。

### 第五季
《名偵探學院》第五季同樣進行尋寶遊戲，地點為桐木村，學員們需利用初始道具以及僅供拍照的手機在村莊裡尋找線索，每樣初始道具得到的線索均會指向同一個寶藏藏匿點，並且每個寶藏背後都有一個神祕的故事等著學員們去探索，在推理過程中會不定時觸發劇情，推理越深入，故事劇情越完整。尋寶時間為從獲得初始道具開始至次日早上九點，期間進行許多遊戲比拼，獲勝者可以複製任意學員的初始道具。次日早上十點會進行不公開投票，投出可能尋獲寶藏的學員，若有三個及以上的學員都投對，尋獲寶藏的學員將不能拿走寶藏，寶藏會累計至下一次；若有平票出現，則由其他人現場商議最終檢舉人選；若無人找到寶藏，寶藏將會清空，不會累計至下一輪。

### 第六季
《名偵探學院》第六季為陣營戰，先導片總積分最高的學員擔任本季的代理院長。先導片及正片的五個實景場地共六輪中，每輪的獲勝陣營可平分6枚學院徽章，部份故事有額外的學院徽章，最終以每名學員在六輪總共獲得的學院徽章為本季的排行。

### 第七季
《名偵探學院》第七季規則為八位學長分為個人戰、陣營戰或集體戰依據六個不同的劇本殺線索一步步地解開謎團，完成任務可得1枚學院徽章。另外在每次考核的過程中將會設置加分點，其遊戲方式不限且該加分點所產生的勝利名次將換算成每個人的學院徽章獲得數量。學院中獲得徽章最多的學長將獲得南波萬探員的稱號。

### 第八季
《名偵探學院》第八季以“团建探秘，规则任务”为核心，通过模拟多个主题团建场景，在每个场景中设置非常规的规则，让嘉宾们在解读和适应规则后，以团队协作方式进行逻辑推理，完成指定的团建任务。

## 相關歌曲
| 發表時間   | 曲目           | 演唱者                                                               | 備註                               |
| 2020年6月  | No.1–南波萬    | 郭文韬、蒲熠星、齊思鈞、周峻纬、邵明明、唐九洲、石凱                 | 《名偵探學院》第二季至第四季主題曲 |
| 2021年12月 | 寶藏就是你     | 郭文韬、蒲熠星、齊思鈞、石凱、龐博、楊迪                             | 《名偵探學院》第五季主題曲         |
| 2023年1月  | 南波万的聚会   | 郭文韬、蒲熠星、齊思鈞、何運晨、曹恩齐、唐九洲、石凯                 | 《名偵探學院》第六季主題曲         |
| 2023年12月 | 要做就做南波萬 | 郭文韬、蒲熠星、齊思鈞、何運晨、曹恩齐、唐九洲、石凯、黃子弘凡、火樹 | 《名偵探學院》第七季主題           |